# 10684 Babkina
10684 Babkina eller 1980 RV2 är en asteroid i huvudbältet som upptäcktes den 8 september 1980 av den sovjetisk-ryska astronomen Ljudmila Zjuravljova vid Krims astrofysiska observatorium på Krim. Den är uppkallad efter artisten Nadezjda Babkina.